# Isdigerdes I
Isdigerdes I (grec: Ισδιγέρδης) o Yazdegerd I (persa: یزدگرد سوم; etimològicament, en persa Izdegerdes o "fet per Déu" equivalent a l'iranià Bagkart, o al grec Theokistos; en pahlavi el nom és Yazdekert, en siríac Izdegerd i Yazdegerd, en grec Isdigerdes, en talmúdic Izedeger i Azger, en àrab Yazdeijerd, i en armeni Yazkert), va ser rei de l'imperi Sassànida de Pèrsia del 399 al 421, és a dir 22 anys. Fou anomenat "el fora de la llei" per la noblesa i el clericat que l'odiava.
Les actes del concili de Selèucia l'esmenten com fill de Sapor però no és clar si fou fill de Sapor II o de Sapor III (rei del 383 al 388) i en aquest cas nebot de Bahram IV (rei del 388 al 399) al que va succeir. Amb la seva suposada esposa jueva Soshkandukt van tenir dos fills: Bahram V (el seu futur successor) i Shapuh d'Armènia. Va ser un monarca intel·ligent, que va procurar alliberar-se del control dels magnats i els mags sacerdots.
Les fonts iranianes el consideren un tirà que va cometre molts crims, però en realitat sembla que va tenir un regnat pacífic (va tenir una pau completa amb l'Imperi Romà) i de gran tolerància i fou un rei suau i just. Procopi parla de la llibertat que va concedir als seus súbdits cristians, i també fou respectuós amb els jueus i molt apreciat per l'exiliarca jueu.
Els romans passaven per un mal moment: els ostrogots assolaven els Balcans, els francs l'occident, i una guerra civil devastava algunes províncies orientals, però Isdigerdes no va aprofitar aquestes circumstàncies sinó que pel contrari va alliberar els captius cristians dels huns que havien caigut a les seves mans després de derrotar a un exèrcit dels huns. Arcadi li va encarregar la custòdia del seu fill Teodosi, llavors encara un infant; el rei persa va escriure al senat romà acceptant el càrrec i amenaçant amb la guerra a qualsevol que volgués conspirar contra el jove; a aquest li va enviar com instructor a Antíoc.
Va permetre als cristians tenir la seva pròpia organització en un edicte que és considerat per Pèrsia l'equivalent de l'edicte de Milà, i durant el seu regnat els cristians van incrementar la seva influència a Pèrsia formant una església semioficial després de celebrar un concili a Selèucia el 410. Algunes ciutats com Nísibis es van convertir senceres al cristianisme sota la influència del bisbe Marutas. Això va causar l'oposició dels mags al rei. El rei va utilitzar als catolicós de Selèucia-Ctesifont per fer de mediador amb el seu germà, que governava Fars; un altre catolicós fou enviat a l'emperador Teodosi com ambaixador.
Al final del seu regnat, Abdas de Susa va succeir Marutas i va iniciar un conflicte amb els zoroastrians que va acabar amb l'incendi d'un temple de Zoroastre (a més de robatoris i altres actes vexatoris pels mazdaistes). Això va provocar la còlera del rei, més encara quan Abdas es va negar a reconstruir el temple. Isdigerdes va decidir aleshores fer destruir totes les esglésies de Pèrsia, desembocant en persecucions durant els seus últims quatre anys de regnat. El nomenament de Mehr Narseh com a gran ministre probablement data d'aquesta època.
Moisès de Khorèn diu que va morir de malaltia però la tradició diu que va morir mentre era a Hircània a mans d'un cavall fabulós que va emergir i va desaparèixer, cavall que fou assimilat a un àngel enviat per deu; aquest mite hauria estat creat per la noblesa que probablement havia matat el rei. A la seva mort van esclatar lluites quan els magnats van decidir privar als seus fills Sapor, Bahram i Narses del tron. Sapor que era rei d'Armènia des de vers el 415 es va presentar a Ctesifont el 421 a reclamar el tron fou assassinat a traïció pels cortesans; però Bahram, amb l'ajut d'un exèrcit àrab posar al seu servei pels lacmides d'Hira, va aconseguir el poder. El seu germà Narses fou nomenat governador del Gran Khorasan.